# 奧地利Ö3四十強音樂榜
奧地利Ö3四十強音樂榜（英语：Ö3 Austria Top 40），是奥地利的一份音樂榜单，榜单以广播节目的形式发布，每周五在HitradioÖ3播出。

## 榜单
目前该单曲榜有4个分榜单，包括
- Ö3奥地利40强单曲榜（Ö3 Austria Top 40 Singles，实际统计75强单曲）
- Ö3奥地利40强专辑榜（Ö3 Austria Top 40 Longplay (Albums)，实际统计75强專輯）
- Ö3奥地利20强合辑榜（Ö3 Austria Top 20 Compilation）
- Ö3奥地利10强DVD榜（Ö3 Austria Top 10 DVD）

## 历史
从1980年到1990年1月7日，每周日晚上播出了混合收听和销售榜单节目“Hit wähl mit”，开始播出15个排行榜的曲目和6个新发行的歌曲，时长一小时。该节目最长播出时间为两小时，包括25首排行榜的曲目和8个新发行的歌曲。